# Changliang (sockenhuvudort i Kina, Hubei Sheng, lat 30,70, long 109,78)
Changliang (kinesiska: 长梁, 长梁乡) är en sockenhuvudort i Kina. Den ligger i provinsen Hubei, i den centrala delen av landet, omkring 430 kilometer väster om provinshuvudstaden Wuhan. Antalet invånare är 54 998. Befolkningen består av 27 455 kvinnor och 27 543 män. Barn under 15 år utgör 16,0 %, vuxna 15-64 år 69 %, och äldre över 65 år 13,0 %.
Runt Changliang är det ganska tätbefolkat, med 192 invånare per kvadratkilometer. Närmaste större samhälle är Yezhou, 12,1 km söder om Changliang. I omgivningarna runt Changliang växer i huvudsak blandskog.
Genomsnittlig årsnederbörd är 1 619 millimeter. Den regnigaste månaden är september, med i genomsnitt 301 mm nederbörd, och den torraste är december, med 18 mm nederbörd.